# Avogbana
Avogbana è un arrondissement del Benin situato nella città di Bohicon (dipartimento di Zou) con 5.805 abitanti (dato 2006).